# NGC 1986
NGC 1986 é um aglomerado globular na direção da constelação de Mensa. O objeto foi descoberto pelo astrônomo James Dunlop em 1826, usando um telescópio refletor com abertura de 9 polegadas. Devido a sua moderada magnitude aparente (+11,1), é visível apenas com telescópios amadores ou com equipamentos superiores. 